# Buchanan Lake Village
Buchanan Lake Village – jednostka osadnicza w Stanach Zjednoczonych, w stanie Teksas, w hrabstwie Llano.